# Живоин Рафаилович
Живоин (Жика) Рафаилович (на сръбски: Живојин Рафаиловић или Živojin Rafailović) е сръбски военен деец, капитан и деец на сръбската пропаганда в Македония, политик, депутат в Кралство Югославия, последен бан на Вардарска бановина от 1940 до ликвидирането на Кралство Югославия в 1941 година.

## Биография
Роден е в 1871 година в известен и заможен род в Мионица. Завършва военната академия и служи във вранския гарнизон с чин поручик. Във Враня го заварва и избухването на Илинденско-Преображенското въстание в 1903 година и контактува със забегналите в Сърбия български четници. Още преди въстанието Рафаилович формира чета, която действа от сръбска територия. Рафаилович става член на Главния комитет на Четническата акция след създаването му в 1902 година заедно с д-р Милорад Годжевац, Лука Челович, Василие Йованович, Никола Спасич и професор Любомир Ковачевич. В края на август 1903 година заедно със Сима Златанович, аптекаря Велимир Карич и съдията Тома Джурджевич основава врански четнически комитет. Взима дейно участие в организирането и прехвърлянето на сръбски чети в Македония през лятото на 1903 година. Прехвърлени са няколко чети, между които и тази на Ангелко Алексов. След разгрома на четата на Алексов при Шупли камен в 1904 г., сръбската общественост се нахвърля върху него и шефовете на белградския комитет Лука Челович, Йован Атанацкович и Милорад Годжевац. Вследствие Рафаилович е пенсиониран като капитан и изтеглен от Враня.
На изборите в 1906 година е избран за депутат на Националната партия от Врански окръг. До 1929 година е избиран за депутат от този окръг. В 1920 година е министър на народното здраве в кабинета на Миленко Веснич, а в 1922 година – на горите и рудите в коалиционното Пашичево правителство.
Между 1940 и 1941 година е бан на Вардарска бановина.
Жика Рафаилович умира в 1953 година в Белград.